# Secret Love
Secret Love (恋は異なもの妙なもの Koi wa Ina Mono Myouna Mono) er en japansk enbinds manga af Taishi Zaou fra 2002. Den er ikke oversat til dansk, men Egmont Manga & Anime har udsendt en tysk oversættelse.
Mangaen blev første gang offentliggjort som serie i det halvårlige magasin Dear+Comics (ikke at forveksle med Dear+). Det var tanken at den skulle have varet to år, men Taishi Zaou måtte erkende, at hun modsat andre ikke magtede at lave kapitler på 50 sider ad gangen, men at 30 var maks. Følgelig kom serien til at vare et år længere, og Taishi Zaou frygtede derfor at tegnestilen ville ændre sig undervejs, men ikke desto mindre kom hovedpersonen alligevel til at ligne hendes andre helte.

## Plot
Gymnasiedrengen Masafumi Tamura har gentagne gange drømt, at han havde sex med en dreng. I gymnasiet møder han drengen, som viser sig at hedde Narumi Seiwa. Masafumis familie, der kender hans profetiske drømmesyner, er straks indforstået med et forhold mellem de to, men selv søger han at undvige. Narumi er derimod opsat på et forhold, der hjælpes på vej af klassekammeraterne Houjyou og Ota.

## Manga
| Bind | Titel                                                          | Udgivet i Japan | Japansk ISBN-nummer |
| ---- | -------------------------------------------------------------- | --------------- | ------------------- |
| -    | Secret Love (恋は異なもの妙なもの Koi wa Ina Mono Myouna Mono) | 1. januar 2002  | ISBN 4-403-66051-7  |
|      |                                                                |                 |                     |